# Yahya Atan
Yahya Atan (* 4. August 1954; † 27. Februar 2022 in Kuala Lumpur) war ein malaysischer Hockeyspieler.
Yahya Atan gehörte bei den Olympischen Spielen 1984 in Rom der malaysischen Hockeynationalmannschaft an, mit der er den 11. Platz belegte.
Nach seiner Spielerkarriere trainierte Atan die Junioren-Nationalmannschaft Malaysias bei der Weltmeisterschaft 2001 in Tasmanien.
Yahya Atan starb am 27. Februar 2022 an einem Schlaganfall im Alter von 67 Jahren.